# 埃菲 (明尼蘇達州未組織地區)
埃菲（英語：Effie）是位於美國明尼蘇達州艾塔斯卡縣的一個未組織地區。

## 地方資料
埃菲的面積為207.86平方千米，當中陸地面積為206.05平方千米，而水域面積為1.81平方千米。根據2020年美國人口普查的數據，當地共有人口207人，而人口密度為每平方千米1人。